# 卡羅·埃米利奧·邦費羅尼
卡羅·埃米利奧·邦費羅尼（義大利語：Carlo Emilio Bonferroni，1892年1月28日—1960年8月18日）是一名義大利數學家，主要研究機率論。

## 生平
邦費羅尼曾在都靈音樂學院和都靈大學學習鋼琴和指揮，師從朱塞佩·皮亞諾和科拉多·塞格雷，並獲得博士學位。在此期間，他也曾在維也納大學和蘇黎世聯邦理工學院就讀。第一次世界大戰期間，他是一名工程兵軍官。邦費羅尼曾在都靈理工大學擔任助教，1923年在巴里大學經濟學院擔任金融數學教席。1933年，他轉到佛羅倫薩大學，並在那裡擔任教席直至去世。
邦費羅尼最著名的是邦费罗尼不等式（聯合界限的概括）和統計學中的邦費羅尼校正（這不是他發明的，但與邦費羅尼不等式有關）。

## 延伸閱讀
- Material about Bonferroni （页面存档备份，存于） by Michael Dewey